# Хосе Марія Бустільйо
Хосе Марія Бустільйо — військовий та політичний діяч Гондурасу, виконував обов'язки президента країни упродовж тижня у серпні 1839 року.